# Fotochimie
Fotochimia poate fi privită din doua unghiuri: ca știință și ca fenomen fizico - chimic. Din primul punct de vedere, fotochimia este știința care studiază interacțiunea luminii (a fotonilor) cu materia sub diferitele ei forme (solid, lichid, gaz), formarea intermediarilor de reacție, precum și formarea produșilor de reacție. Ca fenomen fizico-chimic, fotochimia reprezintă transformările chimice pe care le suferă un compus chimic în urma absorbției unui foton.